# James Haven
James Haven, född som James Haven Voight den 11 maj 1973 i Los Angeles i Kalifornien, är en amerikansk skådespelare. Han är son till skådespelarna Jon Voight och Marcheline Bertrand (1950–2007), samt äldre bror till skådespelerskan Angelina Jolie.
Haven har tidigare, precis som systern Angelina, inte haft någon kontakt med fadern Jon Voight på flera år, vilket har resulterat i att han har tagit bort hans efternamn. De skulle dock komma att återförenas år 2007 (sex år efter den brutna kontakten), då modern Marcheline gick bort i äggstockscancer. Haven blev dessutom en pånyttfödd kristen under år 2009.

## Filmografi (i urval)

### Filmer
- 1998 – Gia
- 1998 – Hell's Kitchen
- 2001 – Original Sin
- 2001 – Monster's Ball
- 2006 – Stay Alive

### TV-serier
- 2004 – CSI: Crime Scene Investigation (TV-serie)
- 2007 – The Game (TV-serie)